# Riccardo Lombardi (Theologe)
Riccardo Lombardi SJ (* 28. März 1908 in Neapel; † 14. Dezember 1979 in Rocca di Papa), genannt „das Mikrofon Gottes“, war ein italienischer, international beliebter Prediger der Volksmission, Gründer der Bewegung für eine bessere Welt und Berater mehrerer Päpste.

## Leben und Wirken

### Jugend
Riccardo Lombardi wurde als fünftes von acht Kindern in eine Patrizierfamilie in Neapel geboren. Seine Mutter Emma Vallauri war Gründerin und Präsidentin der katholischen Frauenvereinigung (im Rahmen der katholischen Aktion). Sein Vater, Universitätsprofessor Luigi Lombardi, war Senator.
Riccardo Lombardi will im Jahr 1925, als seine Familie das dritte Jahr in Rom wohnte, eine Glaubenskrise erlebt haben. Als er 1926 mit seiner Mutter eine Missionsausstellung im Vatikan besuchte, will er einen neuen Zugang zum Glauben gefunden haben. Vor allem der Spruch: „Ut unum sint“ (damit sie eins seien; Joh. 17,22) habe ihn berührt. Nach diesem Berufungserlebnis begann er ein Studium der Philosophie und Theologie (vorher hatte er ein Studium der Jurisprudenz begonnen) und trat in die Gesellschaft Jesu ein. Schon in jungen Jahren wurde er in die Redaktion der renommierten Zeitschrift Civiltà Cattolica aufgenommen. Sein erstes von insgesamt drei erworbenen Doktoraten war jenes der Philosophie 1933 an der Universität von Rom. Seine Priesterweihe erhielt er im Jahr 1936. 1943 wurde er – nach einem dazwischen erworbenen zweiten Doktorat der Philosophie – zum Doktor der Theologie an der Universität Gregoriana in Rom promoviert.

### Beginn der Predigttätigkeit
Im Jahr 1938 begann er eine Reihe von Vorträgen und Predigten, zuerst an der Universität Padua und dann an anderen Universitäten, bald auch auf öffentlichen Plätzen. Ihm wurde nachgesagt, dass nach seinen Predigten einige Universitätsprofessoren in der Öffentlichkeit und in ihrem wissenschaftlichen Leben einen Standpunkt des Glaubens vertraten, obwohl dies vorher nicht der Fall war. Seit 1945 verlegte er die Predigten wegen des großen Andrangs in Theatersäle und rief die Zuhörer zu einer moralischen Erneuerung auf. Da seine intensive Volksmission, die zunächst auf Italien beschränkt war, vor allem in den Jahren 1946 bis 1948 einen sehr markanten Glaubensschub vom Alpenrand bis zum Süden Italiens hervorrief, wird angenommen, dass die von ihm ausgelöste Bewegung im italienischen Volk auch einen politischen Nebeneffekt hatte: Bei den richtungweisenden italienischen Parlamentswahlen am 18. April 1948 ging – einmalig in der Geschichte Italiens – die Democrazia Cristiana mit einer relativen Mehrheit als klare Wahlsiegerin hervor.
Ab 1948 begann sein von den Medien so bezeichneter „Kreuzzug der Liebe“ (Crociata della bontà) international zu werden und führte ihn bald in mehrere Staaten Europas. Der erste Auftritt war im Wiener Stephansdom. Im Juli 1949 brach er zu einer Missionsreise von Ort zu Ort in Frankreich auf, „um das Evangelium der Liebe zu predigen“. (Spiegel, 14. Juli 1949) Bereits damals, also im Jahr 1949, war für ihn der Name „Mikrofon Gottes“ üblich, weil man meinte, wie später eine Zeitschrift erklärte, Lombardi wirke, als ob Gott durch ihn spreche. Der Spiegel verglich ein anderes Mal die beiden Volksprediger Lombardi und Leppich: Während Pater Leppich im deutschen Sprachraum auch durch seine exzellente rednerische Begabung faszinierte, fühlten sich die Menschen von Lombardi, der eigentlich kein guter Redner gewesen sei, vor allem durch seine Güte und Ehrlichkeit angezogen. Zu Lombardis Predigten versammelten sich angeblich zehnmal so viele Menschen wie zu jenen von Pater Leppich. (31. Januar 1954) In der Praxis des Predigens erlernte er rasch, sich in mehreren Sprachen fließend auszudrücken (Neben italienisch waren dies deutsch, französisch, englisch, spanisch und portugiesisch).

### Gründung der Bewegung für eine bessere Welt
Papst Pius XII. verfolgte mit großer Aufmerksamkeit die Aktivitäten des international populär gewordenen Predigers und beriet sich gerne mit ihm. Pius nannte Lombardi einen Finger Gottes. So beriet Lombardi den Papst dahingehend, dass die Erneuerung der Kirche durch ein Konzil notwendig sei, aber Pius hielt die Voraussetzungen noch nicht für gegeben. Lombardi betonte die Aufgabe der Christenheit und der Kirche, mit Worten und Taten für eine bessere Welt zu sorgen; aber die Kirche müsse sich zur Bewältigung dieser Aufgabe auch selbst erneuern. In diesem Sinn sagte Pius XII. in einer berühmten Ansprache am 10. Februar 1952 im Radio Vatikan: „Es geht darum, die ganze Welt von Grund auf zu erneuern. Sie muss umgewandelt werden … nach dem Herzen Gottes.“ Der Papst übergab diese Proklamation an Pater Lombardi und erteilte ihm den Auftrag, auch eine Reihe von organisatorischen Maßnahmen im Hinblick auf diese Initiative zur Erneuerung der Kirche und der Welt zu unternehmen. Zugleich betraute der Papst ihn mit der Aufgabe, diesen vom Vatikan ausgehenden Appell „Für eine bessere Welt“ zu verbreiten und nach Kräften für die innerkirchliche Umsetzung dieses Programms zu sorgen. Das war der Beginn der Bewegung für eine bessere Welt. Pius XII. stellte Lombardi dafür einen Neubau am Albaner See zur Verfügung, das „Internationale Zentrum Pius XII. für eine bessere Welt“ in Rocca di Papa. Im Jahr 1955 wurde der Bau fertiggestellt, und bereits während der ersten drei Jahre des Bestehens machten mehr als 260 Bischöfe, 3000 Priester und 2000 Laien die von P. Lombardi geleiteten Kurse mit. (vgl. Time Magazine U.S., 2. Februar 1962), Lombardi propagierte das Ziel der Verbesserung der Kirche und der Welt und die Zahl der Bischöfe, Priester und Laien, die zu P. Lombardis Exerzitienkursen nach Rocca di Papa kamen, stieg noch weiter an. Daneben führten ihn seine Pilgerreisen über Europa hinaus nach Nord- und Südamerika, Afrika und Asien.

### Lombardis zukunftsweisende Reformvorschläge an das Konzil
Vor seiner Papstwahl im Jahr hatte auch Angelo Giuseppe Roncalli – gemeinsam mit vielen anderen Bischöfen – an einem solchen Kurs von Pater Lombardi teilgenommen. Während der Zeit von Johannes XXIII. wurde das von Lombardi erhoffte 2. Vatikanische Konzil eröffnet. Lombardi, der zunächst als offizieller Berater des Konzils vorgesehen gewesen wäre, wurde nicht dazu eingeladen, aber er leitete weiterhin Kurse in Rocca di Papa, die auch von den Konzilsvätern besucht wurden. Aber die Kurie nahm Anstoß an einem Buch mit 400 Seiten, das er Ende 1961 publizierte. Der italienische Titel lautet: „Concilio: per una riforma nella carità“, die Übersetzung in die wichtigsten Sprachen war schon eingeleitet worden, bis es zur öffentlichen Kritik kam. L’Osservatore Romano publizierte am 11. Januar 1962 eine zwar anonyme, aber deutlich negative Rezension über dieses Buch. Time Magazine berichtete damals, dass das Mikrofon Gottes vom Vatikan zum Schweigen gebracht worden sei und führte als Grund folgende Reformvorschläge an:
- Es sollte ein Laiengremium eingerichtet werden, das die Kirche in weltlichen Dingen beraten sollte;
- Kleriker sollten ihren Dienst nicht ausschließlich in der Römischen Kurie verbringen. Kirchlicher Karrierismus sei „quasi ein Verrat an unserer gemeinsamen Sache und der Sache Gottes“.
- Bischöfe und Kleriker sollten sich bescheidener kleiden. „Alle irdischen Hierarchien tragen ihren unterschiedlichen Rang wenig offen zur Schau“

Die Kritik im Osservatore Romano bezog sich darauf, Lombardi sei nur ein einfacher Priester und trage als bekannter Prediger große Verantwortung. Er sollte nicht so große Themen in solcher publizistischer Reichweite behandeln, weil dies die Menschen verwirren könne. Ein Priester schrieb danach in Anspielung an den populären Ehrentitel Lombardis, nur der Papst sei ein „Mikrofon Gottes“. Lombardi selbst zog daraufhin das Buch zurück. Die Folge dieser Affäre war aber eine noch größere Aufmerksamkeit der Konzilsväter, und zu den Wochenenden pilgerte jeder Dritte von ihnen ins Zentrum in Rocca di Papa, um Lombardis Kurse zu hören und sein Denken kennenzulernen.

### Der Dialog und das 2. Vatikanische Konzil
Gleich nachdem am 30. Juni 1963 Montini mit dem Namen Paul VI. als Papst inthronisiert wurde, legte dieser – zweifellos im Sinne Lombardis – die Tiara ab. Der Heilige Vater setzte das Konzil erfolgreich fort. Da auch er Lombardi von seinen Tätigkeiten kannte und schätzte, lud er ihn schon zu Beginn seiner Tätigkeit zu sich und bat ihn, ihm innerhalb einer Stunde die nach seiner Überzeugung wichtigsten Aspekte zu nennen, welche er nicht zuletzt hinsichtlich des Konzils beachten sollte. Lombardi hob hervor, dass das Wesen des Konzils der Dialog sein sollte.
Diese Unterredung regte Paul VI. zu seiner ersten Enzyklika Ecclesiam suam (Über den Weg der Kirche in der heutigen Zeit) an, welche am 6. August 1964 veröffentlicht wurde und vor allem den Dialog thematisiert.
Lombardi sagte, der Dialog sei die Summe aller Tugenden und gleiche einer Kommunion. Die ganze Kirche – das seien die Gläubigen – müsse Dialog mit allen Menschen führen, forderte er, und dieser Dialog dürfe die Wahrheit nicht in einem falschen Verständnis zurückhalten, denn jede Wahrheit sei ein Lichtstrahl Gottes; aber letzten Endes zähle nur die Liebe. Mit Hinweis auf die christliche Lehre von der Dreifaltigkeit sagte er, Gott sei Gemeinschaft – und Gott wolle Gemeinschaft. Lombardi differenzierte drei wichtige Kreise des Dialogs seitens der katholischen Kirche, und zwar:
- den Dialog innerhalb der Kirche, vor allem zwischen Klerus und Laien,
- dann den Dialog mit den anderen christlichen Konfessionen
- und schließlich den Dialog mit der gesamten Welt, also der Wissenschaft, den anderen Religionen und auch mit dem Atheismus.

Da Lombardi während des Konzils 1000 der 3000 Konzilsväter in seinen Kursen in den Albaner Bergen betreute, hatte sein Denken auch ohne offiziellen Status als Konzilsberater großen Einfluss. Dieser Einfluss erstreckte sich nicht nur auf das Konzil selbst. Auch das Nachkonzil, also die notwendige Umsetzung des Konzils in den Folgejahren spielte eine große Rolle. Damals erschienen von Lombardi die Bücher Konzilsväter was nun? – Vorträge für Konzilsväter (Italienischer Titel: Per un postconcilio efficace) 1966 in Deutsch und: Kirche hat Zukunft. Das Konzil leben. Übungskurs für die christliche Gemeinschaft (Ital. Originaltitel: Per vivere il Concilio) deutsche Ausgabe 1971. Darin schrieb er: „Es müssen reife Laien herangebildet werden, die durch ihr Zeugnis, ihr Reden und Tun andere zur Bekehrung und Heiligung mitreißen. (Vgl. Mt. 5, 14-16)“ Im Geiste des Konzils kam es zu einer Aufwertung der Laien und deren zunehmenden Beteiligung an Lombardis Kursen; aber auch viele andere Erneuerungsbewegungen entstanden und expandierten bis in die 1980er Jahre, die nach den Worten des Charismatikers P. Lombardis ein neues Pfingsten bringen sollten.

### Alter, Tod und Nachwirkung
Im Jahr 1976 unternahm Lombardi noch eine große Reise, um vor allem in Asien mit führenden Vertretern der Weltreligionen Gedanken auszutauschen und einen Dialog zu propagieren. Doch zunehmend war Lombardi an Körper und Seele geschwächt und ein Schlaganfall machte einen Rollstuhl erforderlich. Sein Geist blieb noch wach, aber seine Aktivitäten waren eingeschränkt. Dennoch erhielt er bis knapp vor seinem Tod, speziell im letzten Monat seines Lebens, viele prominente Besuche, u. a. vom Papst Johannes Paul II. und Mutter Teresa. Als Pater Riccardo Lombardi etwa ein Jahr nach Beginn des Pontifikats von Johannes Paul II. im Internationalen Zentrum Pio XII. in Rocca di Papa am 14. Dezember 1979 starb, fand dessen Tod – im Gegensatz zu seinen Aktivitäten während des Lebens – eine verhältnismäßig geringe öffentliche Aufmerksamkeit. Als Jesuit wünschte er ausdrücklich ein sehr bescheidenes Begräbnis.
Papst Johannes Paul II. wählte den für Lombardis Leben zentralen Satz der Bibel Ut unum sint als Titel jener Enzyklika, mit der er den ökumenischen Dialog förderte. Gegenüber Johannes Paul II. hatte Lombardi einen Aspekt des Konzils hervorgehoben, der noch ausbaufähig sei: Der Dialog mit den anderen Weltreligionen. Lombardi sagte u. a., dass alle Menschen (also unabhängig von der Religion) zur Liebe berufen seien; er fügte hinzu: wer die Liebe habe, der sei getauft. Man sagt, dass das Gebetstreffen in Assisi am 27. Oktober 1986 eine späte Realisierung dieser Anregung durch Riccardo Lombardi gewesen sei. Diese wurden maßgeblich von Andrea Riccardi, dem Gründer der erfolgreichen Friedensorganisation Sant’Egidio organisiert, der viele Anregungen durch P. Lombardi erhielt.
Papst Benedikt XVI. begrüßte anlässlich der Gedenkveranstaltung zu Lombardis 100. Geburtstag bzw. 30. Todestag in Rom im Jahr 2009 die Erinnerung an den großen Jesuiten Pater Riccardo Lombardi, der, wie der Papst wohlwollend hervorhob, oft als „das Mikrofon Gottes“ geehrt wurde. Raffaele Iaria, einer der Biographen des Predigers, resümiert: „Die heutigen Geschichtswissenschafter tendieren zur Auffassung, ihn zu den bedeutendsten Persönlichkeiten, seien es Italiener oder andere, der katholischen Welt im 20. Jahrhundert zu zählen.“
Sein Neffe ist der ehemalige Vatikansprecher Federico Lombardi.

## Bibliografie

### Deutschsprachige Bücher von P. Lombardi
- Die marxistische Doktrin, Regensburg 1961; ital.: La dottrina marxista, Rom 1947.
- Lombardi spricht (Reden), 2 Hefte, Wien 1949.
- Die erste Botschaft vom Kreuzzug der Liebe, Frankfurt/Main 1950; ital.: Crociata della bontà, Rom 1949.
- Es kommt das Zeitalter Jesu. Lombardi spricht zu uns, Graz-Wien 1950.
- Die Versöhnung der Herzen, Frankfurt am Main 1950.
- Der Mensch im Drama der Geschichte, Frankfurt/Main 1951; aus dem Ital. übers. v. Franz Schmal nach der 3. Aufl. 1947 (1. Aufl. 1943).
- Für eine neue Welt, Heidelberg 1955; ital.: Per un mondo nuovo, Rom 1952.
- Dreifach ist der Weg gewiesen. Orientierung im Universum – Orientierung in der Geschichte – Orientierung in unserer Stunde, Regensburg 1960; ital.: „Orientamenti fondamentali“, Rom, 11. Auflage. 1957.
- Für eine bessere Welt, Meitingen bei Augsburg 1964; ital.: Movimento mondo migliore, 4 Bde., 1954–1958.
- Grundriß einer besseren Welt, Feldkirch 1956 (=Handbücher des Apostolates 1); ital.: Appunti per un mondo migliore, Rom 1955.
- Konzilsväter was nun? – Vorträge für Konzilsväter. Übungskurs für die christliche Gemeinschaft; ital.: „Per un postconcilio efficace“ 1966.
- Kirche hat Zukunft. Das Konzil leben. deutsche Ausgabe 1971; ital.: Per vivere il Concilio.
- Die Welt erneuern, Nürnberg-Eichstätt 1961; ital.: Rifare il mondo.
- Kirche hat Zukunft. Das Konzil leben. Übungskurs für die christl. Gemeinschaft, Rottweil 1973; ital.: Per vivere il concilio, Milano 1968.
- Verheißung im Widerspruch der Kirche, Aschaffenburg 1971; ital.: Terremoto nella chiesa?, Torino 1969.
- Große Hoffnung, neue Exerzitien, Rottweil 1975; ital.: Esercizi spirituali communitari, Bari 1972.
- Kirche und Reich Gottes, Rottweil 1978; ital.: Chiesa e regno di Dio, Brescia 1976.

### Italienische Bücher von P. Lombardi
- Squilli di mobilitazioni, Rom 1948.
- Per una mobilitazione generale dei cattolici, Rom 1948.
- La salvezza di chi non ha fede, 2 Bde., Rom 1943, Vicenza 1959.
- Una mano tesa minacciosa, Rom 1945.
- Radio-Orientamenti, Rom 1947.
- La voce di colui che grida, Rom 1952.
- Pio XII. per un mondo migliore, Rom 1954.
- La società dell’amore, Rom 1954.
- Esercitazioni per un mondo migliore, 1958.
- Concilio: per una riforma nella carità, Rom 1961.

### Bücher über P. Lombardi
- Bewegung für eine bessere Welt (Hrsg.): Arrupe, Pedro, SJ Pater, P. V. Rotondino SJ, J. A. Vega, J. B. Cappelaro: Pater Lombardi – Träumer oder Prophet? Thaur bei Innsbruck 1982; Ital.: Movimento per un Mondo Migliore: Padre Lombardi, sognatore o profeta? Roma 1980.
- Giancarlo Zizola: Il microfono di Dio. Pio XII, padre Lombardi e i cattolici italiani. Milano 1990.
- E. Boffa: Padre Lombardi, microfono di Dio. 2. Auflage. Bergamo 1948.
- Movimento mondo migliore e Gruppo promotore: Manuale fondamentale. Rom 1977.
- Raffaele Iaria: Per un Mondo Nuovo. Vita di padre Riccardo Lombardi. Ancona, Milano 2009.
- Erwin Bader: Riccardo Lombardi und das Konzil. Kann Liebe die Welt verändern? Münster 2016.